# Lista de membros da Royal Society eleitos em 2000
Esta é uma lista de Membros da Royal Society eleitos em 2000.

## Fellows
- Michael Akam (m. 1952)
- Grigory Barenblatt (n. 1927)
- James Binney (n. 1950)
- Brice Bosnich
- Ronald Breslow (n. 1931)
- Cyrus Chothia (n. 1942)[2]
- Peter Cresswell
- Alan Davison
- John Douglas Denton
- Warren Ewens (n. 1937)
- Michael Fasham (1942–2008)
- Michael Anthony John Ferguson
- Chris Frith (n. 1942)
- Michel Goedert
- Harry Barkus Gray (n. 1935)
- Don Grierson
- Erwin Hahn (n. 1921)
- Peter Gavin Hall (n. 1951)
- Alexander Halliday
- Andrew Bruce Holmes (n. 1943)
- Roy Jackson
- Bruce Arthur Joyce
- Martin Karplus (n. 1930)[3]
- Simon Barry Laughlin
- Peter Francis Leadlay
- Anthony Charles Legon
- Robert Glanville Lloyd
- Robert Sinclair MacKay
- Sir John Maddox (1925–2009)[4]
- Thomas John Martin
- Kiyoshi Nagai
- Stuart Parkin
- Ole Holger Petersen
- M.S. Raghunathan
- Tiruppattur Venkatachalamurti Ramakrishnan (n. 1941)
- Michael Alfred Robb
- Janet Rossant
- Patricia Simpson
- Harry Smith (1921-2011)
- Peter Somogyi
- Sir Martin Sweeting
- Bryan Sykes (n. 1947)
- James Till (n. 1931)
- Paul Townsend
- Alan Andrew Watson (n. 1938)
- Ian Andrew Wilson
- John Henry Woodhouse
- Adrian Wyatt
- Mitsuhiro Yanagida